# Changfeng
För andra betydelser, se Changfeng (olika betydelser).
Changfeng är ett härad i staden Hefei i provinsen Anhui i östra Kina.

## Administrativ indelning
Changfeng är indelat i tio köpingar, fyra socknar och en administrativ enhet på sockennivå.
Köpingar (zhen):

- Duji (杜集镇)
- Gangji (岗集镇)
- Shuangdun (双墩镇)
- Shuihu (水湖镇)
- Taolou (陶楼镇)
- Wushan (吴山镇)
- Xiatang (下塘镇)
- Yangmiao (杨庙镇)
- Zhuangmu (庄墓镇)
- Zhuxiang (朱巷镇)

Socknar (xiang):

- Luotang (罗塘乡)
- Yijing (义井乡)
- Zaojia (造甲乡)
- Zuodian (左店乡)

Områden på sockennivå:
- Shuangfeng Kaifaqu utvecklingszon (双凤开发区)